# Liste der Biografien/Foro
Liste der Biografien |
Portal Biografien |
Personensuche
# |
A |
B |
C |
D |
E |
F |
G |
H |
I |
J |
K |
L |
M |
N |
O |
P |
Q |
R |
S |
T |
U |
V |
W |
X |
Y |
Z |
?
 
Fa |
Fe |
Ff |
Fh |
Fi |
Fj |
Fk |
Fl |
Fm |
Fn |
Fo |
Fr |
Ft |
Fu |
Fy
 
Foa |
Fob |
Foc |
Fod |
Foe |
Fof |
Fog |
Foh |
Foi |
Foj |
Fok |
Fol |
Fom |
Fon |
Foo |
Fop |
For |
Fos |
Fot |
Fou |
Fov |
Fow |
Fox |
Foy |
Foz
 
Fora |
Forb |
Forc |
Ford |
Fore |
Forf |
Forg |
Fori |
Forj |
Fork |
Forl |
Form |
Forn |
Foro |
Forq |
Forr |
Fors |
Fort |
Foru |
Forw |
Fory |
Forz
Die Liste der Biografien führt alle Personen auf, die in der deutschsprachigen Wikipedia einen Artikel haben. Dieses ist eine Teilliste mit 14 Einträgen von Personen, deren Namen mit den Buchstaben „Foro“ beginnt.

## Foro

### Forob
- Forobosko, Nico (* 2006), österreichischer Fußballspieler

### Foron
- Foroni, Jacopo (1825–1858), italienischer Dirigent und Komponist
- Foronjy, Richard (1937–2024), US-amerikanischer Schauspieler

### Foroo
- Forood, Lele (* 1956), US-amerikanische Tennisspielerin

### Forou
- Foroughi, Abolhassan (1884–1960), persischer Diplomat
- Foroughi, Javad (* 1979), iranischer Sportschütze
- Foroughi, Mohammad Ali (1877–1942), iranischer Politiker und Ministerpräsident Irans
- Forouhar, Dariush (1928–1998), iranischer Oppositioneller
- Forouhar, Parastou (* 1962), iranische Künstlerin
- Foroutan, Melika (* 1976), deutsch-iranische Schauspielerin und HörspielsprecherinMelika Foroutan (* 1976)

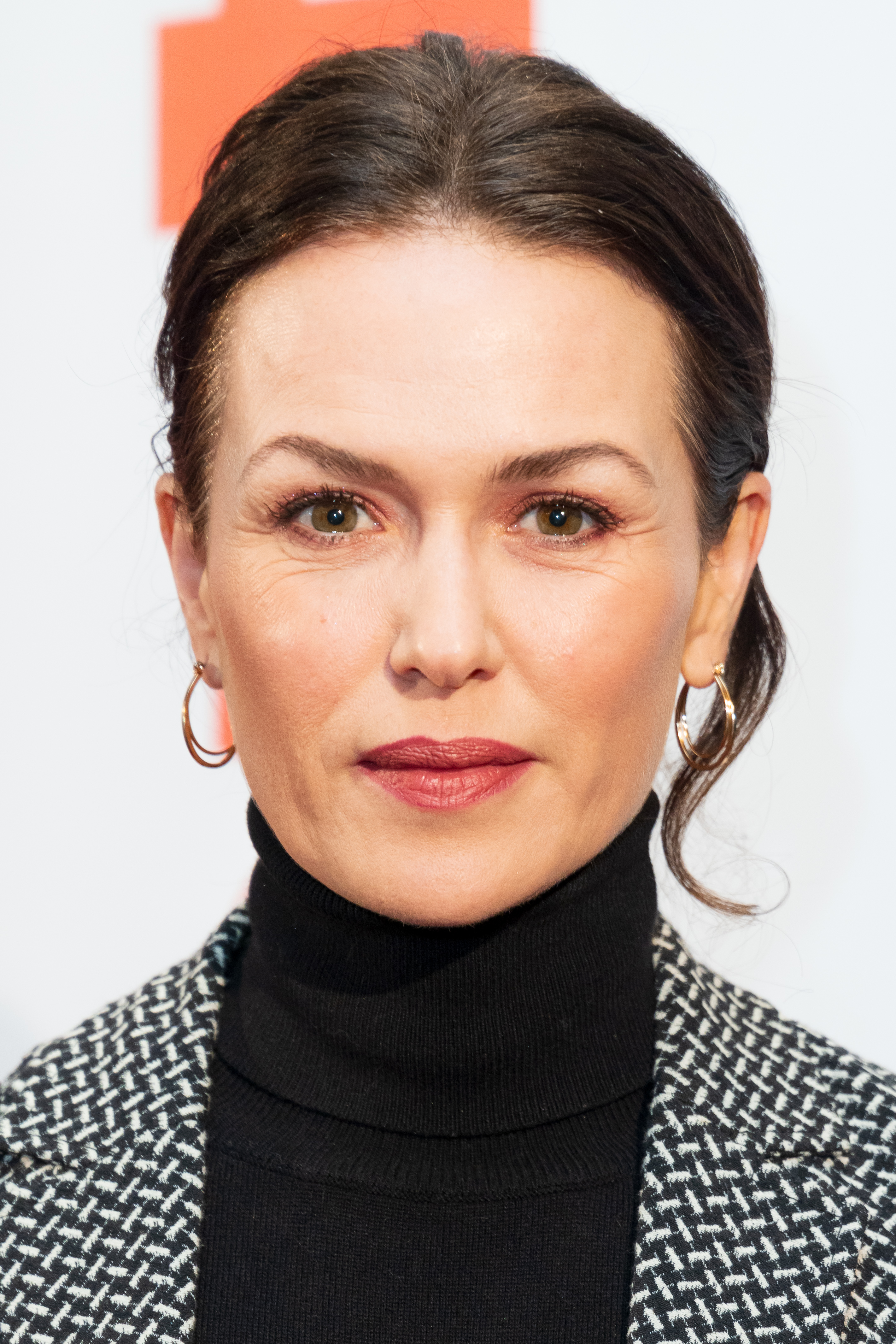
Melika Foroutan (* 1976)

- Foroutan, Naika (* 1971), deutsche Sozialwissenschaftlerin
- Forouzan, Mohsen (* 1988), iranischer Fußballspieler
- Forouzandeh, Mohammad (* 1960), iranischer Politiker

### Forow
- Forow, Denis (* 1984), armenischer Ringer